# 橘真都我
橘 真都我（たちばな の まつが、生没年不詳）は、奈良時代の女官。正四位下中宮大夫橘佐為の四女・県犬養三千代の孫娘で、正一位左大臣橘諸兄の姪。従三位・武部卿藤原乙麻呂の室、のち従二位・右大臣藤原是公の室。氏姓は橘朝臣のち広岡朝臣、橘宿禰を経て再び橘朝臣。官位は尚蔵・従三位。名は麻都賀・麻都我・真都賀・真束・麻乙・麻通我とも表記される。

## 経歴
孝謙朝の橘奈良麻呂の乱の約2ヶ月後の天平勝宝9歳（757年）閏8月に、聖武天皇の夫人であった姉の古那可智・兄の橘綿裳らとともに広岡氏を授かっている。この時は無位で朝臣姓。
淳仁朝の天平宝字5年（761年）正月には、藤原仲麻呂の娘の額とともに無位から従五位下に昇叙し、この時は橘姓に復しており、宿禰姓になっている。
称徳朝の天平神護元年（765年）には、県犬養姉女らとともに従五位上。光仁朝の宝亀2年（771年）には正五位下で、この時までに朝臣姓に復している。同3年（772年）、久米若女とともに正五位上、同7年（776年）、多治比古奈禰・久米若女とともに従四位下に昇叙する。
桓武朝の延暦4年（785年）に藤原諸姉・百済王明信ともに正四位上になり、翌5年（786年）には藤原諸姉・紀宮子とともに従三位に昇る。
藤原乙麻呂に嫁して許人麿を産み、乙麻呂亡き後は、その継子の是公の妾として真友・雄友・弟友の母となっている。『公卿補任』延暦9年条には、藤原雄友は右大臣是公の三男で、母親は「尚蔵三位麻通我朝臣」とあり、延暦13年条にも藤原真友は是公の二男で、母親は雄友と同じであり、「尚侍従三位麻乙朝臣」と記されている。なお、桓武天皇の寵愛を受けて伊予親王を生んだ夫人藤原吉子も彼女の子で、母親の縁で後宮に入ったとする見方もある。『尊卑分脈』には、「尚蔵従三位麻通我」とも記されている。

## 官歴
注記のないものは『続日本紀』による
- 時期不詳：無位
- 天平勝宝9歳（757年）閏8月18日：広岡朝臣に改氏姓
- 時期不詳：橘宿禰に改氏姓
- 天平宝字5年（761年）正月2日：従五位下
- 天平神護元年（765年）正月7日：従五位上
- 時期不詳：宿禰から朝臣に改姓
- 宝亀2年（771年）正月15日：正五位下
- 宝亀3年（772年）正月10日：正五位上
- 宝亀7年（776年）正月7日：従四位下
- 延暦4年（785年）正月9日：正四位上
- 延暦5年（786年）正月14日：従三位
- 時期不詳：尚侍・尚蔵